# Pompeji
För andra betydelser, se Pompeji (olika betydelser).
Pompeji (latin: Pompeii, italienska: Pompei) var under antiken en stad i nuvarande kommunen Pompei i Kampanien i Italien, sydost om vulkanen Vesuvius. Pompeji är känt för att tillsammans med städerna Herculaneum, Stabiae och Oplontis ha blivit förstört av ett vulkanutbrott år 79 e.Kr. Antalet invånare vid tiden för vulkanutbrottet uppskattas till mellan 6 400 och 30 000. År 1748 började Pompeji grävas ut och blev snart en av inspirationskällorna till den så kallade nyklassicistiska inredningsstilen och arkitekturen. Därefter har utgrävningarna fortsatt samtidigt som Pompeji har blivit ett stort turistmål. 1997 upptogs de arkeologiska områdena i Pompeji, Herculaneum och Torre Annunziata på Unescos världsarvslista.

## Den levande stadens historia

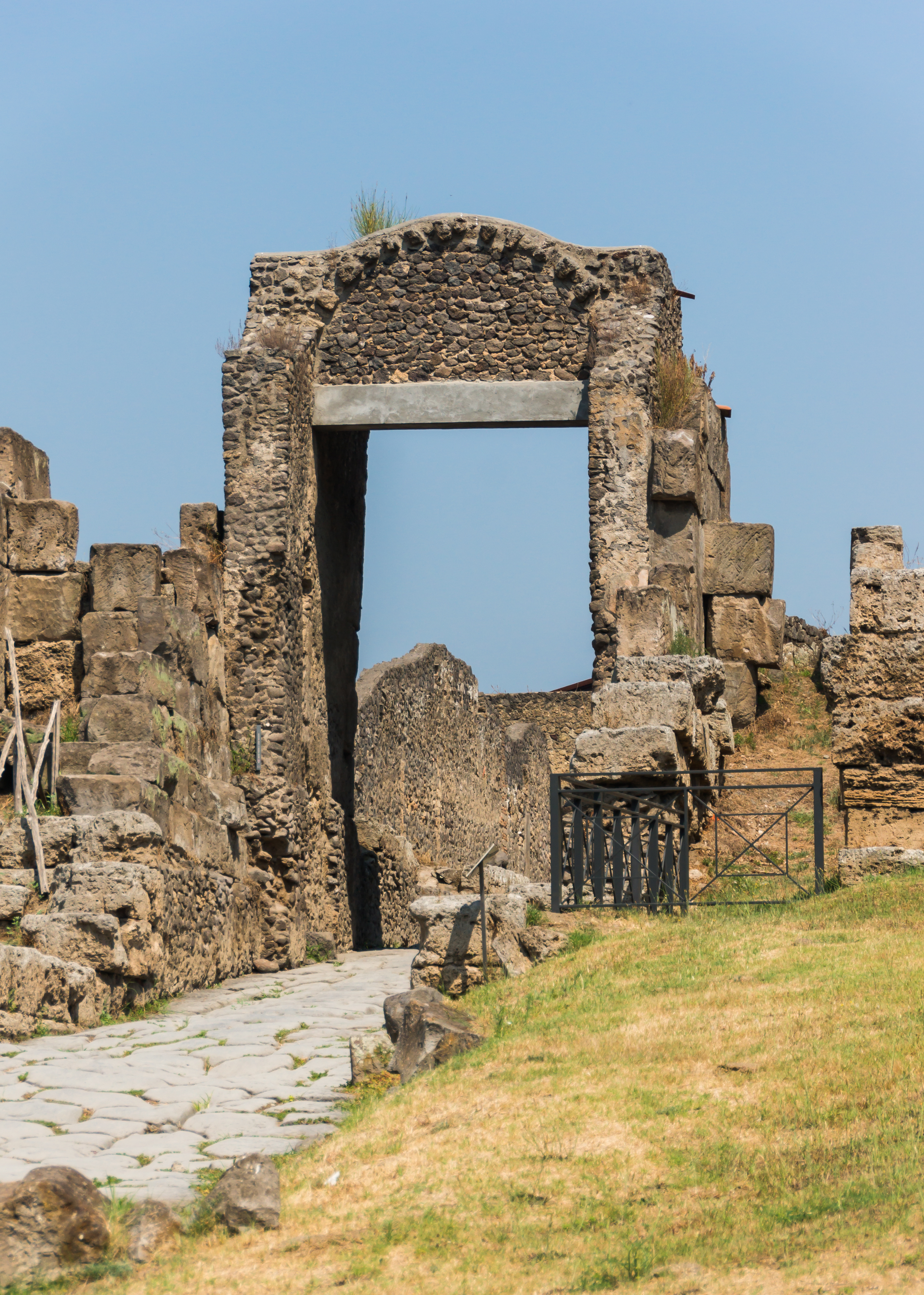
Pompejis sydöstra stadsport, efter utgrävningen benämnd Porta Nocera

Pompeji ligger på en kulle vid foten av Vesuvius, nära mynningen av floden Sarno, och har under hela sin historia haft betydelse som hamnstad. Om stadens ursprung och tidigaste historia är inte mycket känt. Dess stadsmur byggdes i nuvarande sträckning på 500-talet f.Kr. Stadens kärna låg då i dess sydvästra hörn, och det råder delade meningar om hur resten av området innanför muren användes. Det är troligt att en stor del av det muromgärdade området vid denna tid var öppen odlingsmark, men det förefaller som om det nuvarande gatunätet redan då var utlagt i en eller annan form. Vilken eller vilka folkgrupper som var drivande i stadens tidiga utveckling är inte klarlagt. Kampanien beboddes under denna tid framför allt av osker men där fanns också etrusker, och den betydande grekiska staden Cumae låg bara 50 kilometer från Pompeji. De arkeologiska fynden tyder på kulturellt utbyte mellan dessa grupper.
Kring år 400 f.Kr. tog de oskisktalande samniterna kontrollen över Kampanien, och andra hälften av 300-talet präglades av krig mellan samniterna och den växande stormakten Rom. År 310 f.Kr. använde romarna Pompejis hamn för att landsätta trupper som sedan skövlade och plundrade landsbygden i Sarnodalen. Pompeji och grannstäderna gjorde hårt motstånd men blev besegrade, och vid början av 200-talet blev de bundsförvanter till Rom. Detta innebar att Pompeji hade i stort sett totalt självstyre men var underställt Rom i militära och vad som idag skulle kallas utrikespolitiska frågor.
Tiden som Roms bundsförvant förefaller ha varit gynnsam för Pompeji. Mot 200-talets slut byggdes en stor mängd nya hus och på 100-talet uppfördes en rad offentliga byggnader och påkostade privathus. Det fanns utbredda handelskontakter med andra delar av Medelhavet och kulturen var på många sätt inspirerad av den grekiska. Det växte fram en urban elit, som trots att de kunde vara både rika och mäktiga ändå inte var romerska medborgare. Bundsförvantsstädernas underordnade ställning ledde år 91 f.Kr. till ett uppror, kallat bundsförvantskriget, med kravet på medborgarskap. Under detta krig belägrades Pompeji av den romerske generalen Lucius Cornelius Sulla, som sedermera blev diktator i Rom. Kriget avslutades år 88 f.Kr. och ledde till att hela den italiska halvön blev romersk. Som fullvärdig del av det romerska riket fick Pompeji det latinska namnet Colonia Cornelia Veneria Pompeianorum. Namnet syftar på Sullas familjenamn och hans skyddsgudinna Venus. Pompejis fria män blev romerska medborgare och Sulla skänkte mark i staden till sina militära veteraner, vilket ökade stadens befolkning med kanske så mycket som femtio procent. Från denna tid var Pompeji en romersk stad, och latinet ersatte oskiskan som det officiella språket. Stadsbilden förändrades, bland annat byggdes den stora amfiteatern i stadens sydöstra hörn.
År 62 e.Kr. skadade en kraftig jordbävning Pompeji och ett antal andra städer i Kampanien. Mellan år 62 och 79 återuppbyggdes en del av det som raserats. Bland arkeologer finns flera olika teorier om vilken inverkan jordbävningen hade på livet i staden och på byggnadernas skick och användning.

## Vesuvius begraver staden

Vesuvius utbrott år 79 med närliggande städer utmärkta. Det gråa fältet visar utbredningen av det dödliga askmolnet från utbrottet.

År 79 begravdes Pompeji, flera andra städer och en lång landremsa söder om Vesuvius av ett kraftigt vulkanutbrott. Datum för katastrofen har av tradition ansetts vara den 24 augusti år 79. Detta grundar sig på ett brev från Plinius den yngre till historikern Gaius Cornelius Tacitus (se nedan). Brevet finns dock inte kvar i original och i de avskrifter som bevarats finns flera olika datumangivelser, troligen på grund av misstag vid översättning och transkription mellan olika kalendrar. År 2018 upptäcktes en anteckning på en innervägg i ett nyligen utgrävt hus i Pompeji. Där anges "XVI.K. NOV.IN OLEARIA", läses "16 dagar före kalendas i November i oljerummet". Datumangivelsen motsvarar den 17 oktober. Anteckningen var skriven med kol och tolkades som tillfällig och nygjord, vilket innebär att huset var i bruk i oktober 79.  Även andra fynd tyder på att vulkanutbrottet skedde senare under hösten. Bland annat har man i staden funnit frukter och nötter, som endast skördas sen höst.
Vulkanutbrottet begravde staden under aska och pimpsten och förmörkade solen i tre dygn. Det enda pålitliga ögonvittne som såg och dokumenterade händelsen var Plinius den yngre, som befann sig i grannstaden Stabiae. I ett brev beskriver han vulkanutbrottet och händelserna under dygnet efter det. Brevet skrevs omkring tjugofem år senare. Plinius beskriver hur han såg ett märkligt fenomen växa fram över Vesuvius: ett jättelikt mörkt moln format likt en pinje  steg upp från bergets krön. Efter en tid rusade molnet ner längs sidorna på berget och täckte allt omkring sig, inklusive det omkringliggande havet. Han berättar också att hans morbror Plinius den äldre dog i utbrottet efter att ha seglat dit från Misenum på andra sidan Neapelbukten för att undersöka fenomenet.
Själva vulkanutbrottet föregicks troligen av skalv och mindre jordbävningar som varnade befolkningen och fick många att ge sig iväg från området. Vid utbrottet kastades överhettad gas, aska och halvsmält sten mer än 17 kilometer upp i luften och föll sedan ned. Under loppet av några timmar begravdes Pompeji av ett fyra till sju meter tjockt lager av vulkanisk aska och små bitar av pimpsten, ett lätt stenmaterial som bildats av stelnad magma. När det slutat regna sten och aska återvände många människor till staden, men tio timmar senare kom en andra explosion i vulkanen. Ett pyroklastiskt flöde av het och giftig gas svepte som en storm nedför berget och dödade allt i sin väg på bara några minuter.
Uppskattningsvis dödades 2 000 av Pompejis invånare av katastrofen, antingen begravda av aska och pimpsten eller brända, kvävda och förgiftade av det pyroklastiska flödet. Det betyder att huvuddelen av stadens befolkning hade tagit varningarna på allvar och hunnit fly.

## Återupptäckt och utgrävningar

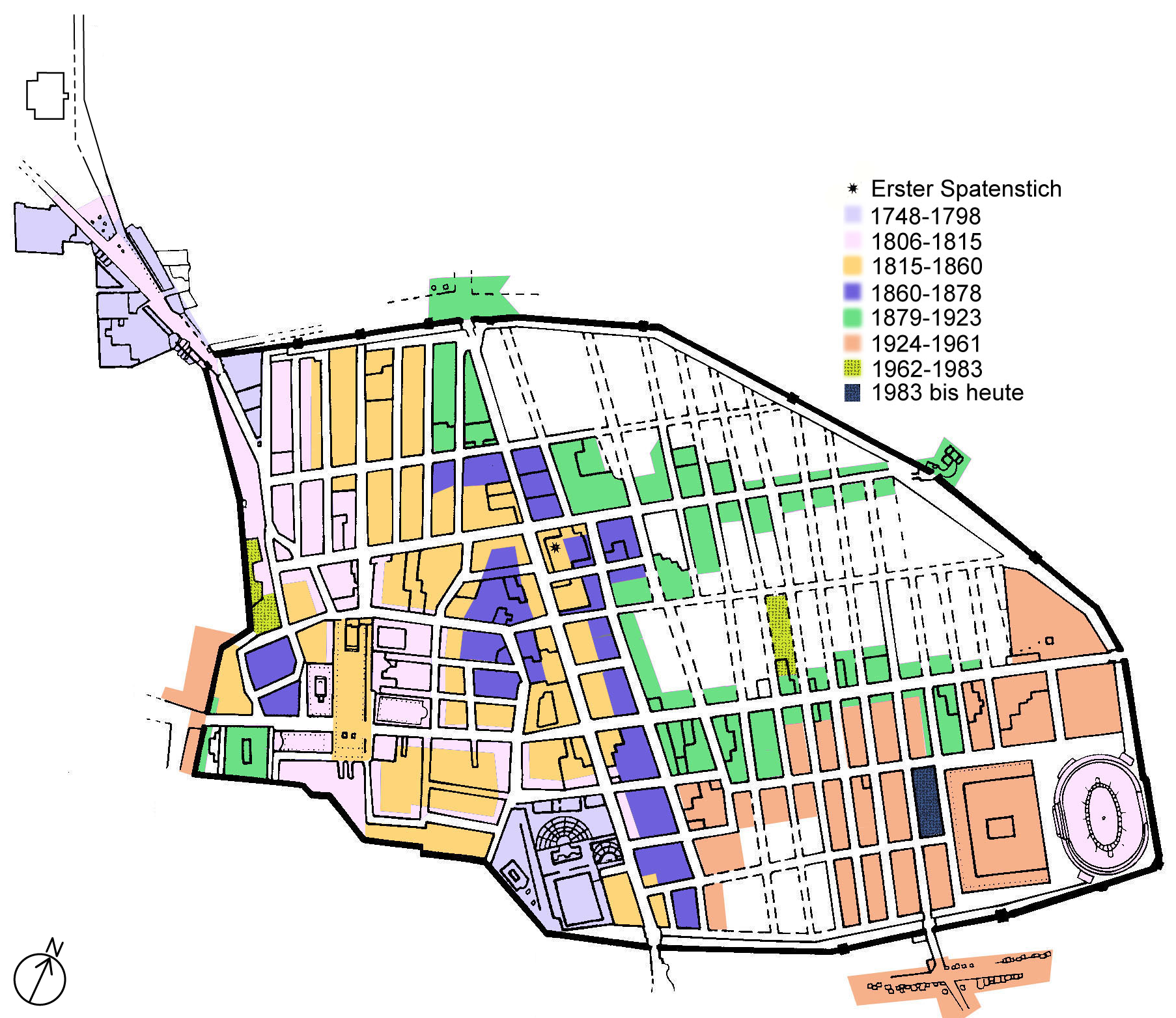
Olika skeden i utgrävningen av Pompeji. Karta från 2018 upprättad av Christoph Scholz.

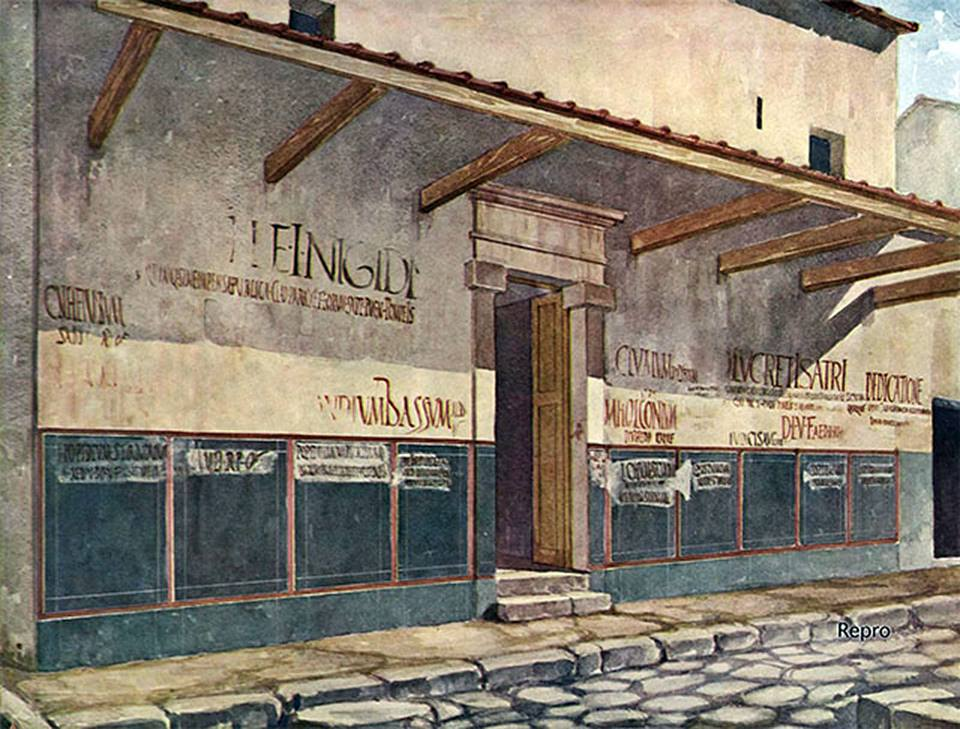
Fasad vid genomfartsgatan Via dell'Abbondanza, med svart sockelmålning till 1,5–2 meters höjd och hög ingång till ett privat bostadshus. Målning i Vittorio Spinazzolas utgrävningsrapport.

Under tiden närmast efter vulkanutbrottet var byggnadernas övre delar synliga och staden var lätt att hitta. Byggnadsmaterial och värdefulla föremål, såsom marmorstatyerna på Forum, fördes bort på kejserligt initiativ för att bekosta stöd åt de drabbade, och hus plundrades. Genom flera ytterligare vulkanutbrott kring år 500 begravdes staden helt och platsen föll i glömska. På 1590-talet upptäcktes romerska väggmålningar när arkitekten Domenico Fontana grävde en tunnel genom området för att leda om floden Sarno. Platsen identifierades dock inte som det försvunna Pompeji.
Grannstaden Herculaneum  återupptäcktes 1738 och Pompeji 1748, och sedan dess har de blivit föremål för utgrävningar med olika mål och inriktning. Inledningsvis inriktades utgrävningarna mot att finna antika föremål, väggmålningar och skulpturer som gick att sälja på antikmarknaden eller placeras i samlingar hos de furstar som behärskade området. De pågående utgrävningarna besöktes av konstnärer och kungligheter och Pompeji blev en av inspirationskällorna för den nyklassicistiska arkitektur- och inredningsstil som utgick från grekisk och romersk byggnadskonst. De tidiga utgrävningarna tog dock ingen hänsyn till att bevara husen och mycket blev förstört. Från 1800-talets början gjordes utgrävningarna mera hänsynsfullt och systematiskt, och kring 1860 var större delen av stadens västra halva utgrävd.
  

1863–1874 leddes utgrävningarna av Giuseppe Fiorelli. Han intresserade sig för staden som helhet och inte bara dess enskildheter. Fiorelli delade in staden innanför ringmuren i 9 "regioner", var och en bestående av ett antal kvarter – insulae. Denna indelning är sedan dess allmänt vedertagen i forskning och litteratur om Pompeji. Arkeologerna gav också namn åt gatorna och många av byggnaderna, men dessa har oftast ingenting med de ursprungliga namnen att göra.

Plan över Pompeji med regionerna markerade.

Giuseppe Fiorelli införde tekniken att injicera gips i utrymmet som lämnats av upplösta kroppar, för att perfekt återskapa formerna av Vesuvius offer. Samma teknik har även använts får att rekonstruera brända träföremål, såsom portar, möbler och verktyg.
Många väggmålningar och mosaiker monterades ned och fördes till det arkeologiska museet i Neapel. Under de tidiga utgrävningarna gjordes det utan hänsyn till målningarnas roll i en helhet och ibland också utan tydlig angivelse av varifrån de hämtats. På 1880-talet gjorde August Mau en analys av romerskt interiörmåleri med utgångspunkt från målningarna i Pompeji. Hans beskrivning av fyra "stilar" har förblivit vägledande vid kategorisering och datering av sådant måleri men har åtminstone delvis ifrågasatts av modern forskning.
På 1910- och 1920-talen leddes utgrävningarna av Vittorio Spinazzola. Till skillnad från tidigare utgrävningar lade han stor vikt vid att bevara och avbilda fasaderna på vanliga hus. Hans viktigaste publikation, som utkom först 1953, tio år efter Spinazzolas död, har haft mycket stor betydelse för bilden av husen i Pompeij.
I september 1943 angreps Pompeji ett flertal gånger av brittiska och kanadensiska bombplan, efter att de allierade felaktigt antagit att området användes för att gömma tyska förråd och trupper. Fler än 100 byggnader skadades och antikmuseet med en mängd värdefulla föremål förstördes nästan helt. Efter kriget genomfördes rekonstruktioner med delvis olämpliga material, såsom armerad betong.
Under 1900-talets sista decennier och 2000-talet har det genomförts punktvisa utgrävningar på olika ställen både innanför och utanför stadsmuren. År 2011 var 44 av stadens totalt 66 hektar utgrävda och arkeologerna var eniga om att låta stora delar av staden förbli outgrävda och därigenom bevaras för framtiden.

## Gatunät och stadsbild

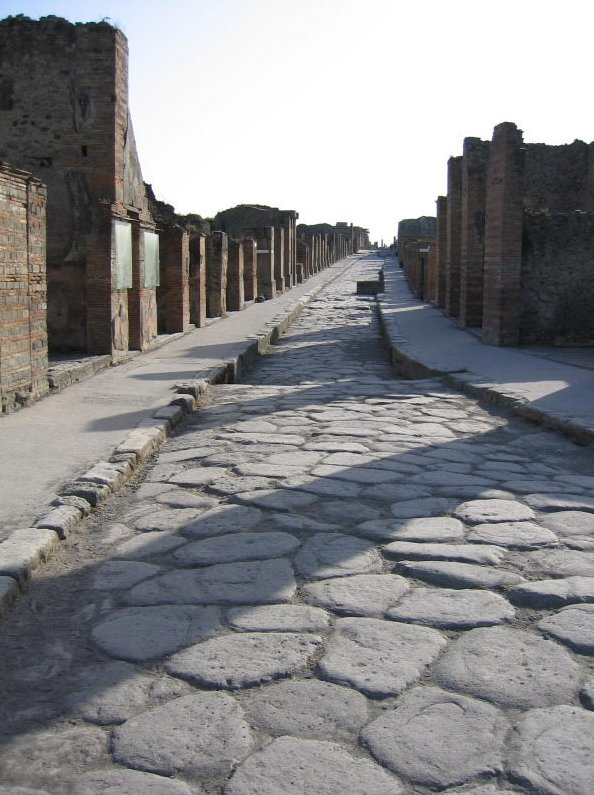
Den syd-nordliga huvudgatans backe upp från södra stadsporten (Porta di Stabia). Halvvägs upp i backen syns en av de många offentliga springbrunnarna.

Pompeji ligger på en sydostsluttning vid foten av Vesuvius. Runt huvuddelen av staden löper en stadsmur med 7 portar, men även utanför muren har det funnits viss stadsbebyggelse. Den muromgärdade stadens mått är cirka 1 300 meter i östvästlig riktning och 800 m i nord-sydlig.
Den levande staden var en hamnstad, men vulkanutbrottet ändrade både kustlinjen och den seglingsbara flodens Sarnos lopp och kusten ligger nu ungefär två kilometer bort. Det finns flera olika teorier om var Pompejis hamn, eller hamnar, var belägna och om det var i floden eller i havet utanför.
Den del av staden som antas vara den äldsta är den som fått beteckningen Regio VII. Där är gatunätet oregelbundet och vissa av gatorna böjda. I övrigt består staden till största delen av regelbundna rektangulära kvarter avgränsade av raka gator. En huvudgata går som en backe från den sydligaste och lägst belägna stadsporten till den nordligaste. I öst-västlig riktning finns två genomgående gator som även de leder till portar i ringmuren. Gatubredden varierar mellan 1,2 och mer än 7 meter, de flesta gatorna är belagda med stora plana stenar och de bredare gatorna har upphöjda trottoarer. Här och där finns "övergångsställen " med stora stenar placerade med hänsyn till hjulbredden hos de vagnar som användes för varutransporter. I stadens västra del finns det stora Forum, men för övrigt finns få öppna platser.
Trots det regelbundna gatumönstret var det mycket stor skillnad mellan olika gator. Vissa – speciellt genomfartsstråken – var livliga affärsgator med en mängd butiker, matställen och verkstäder. I områden som dominerades av stora rikemanshus vette framsidorna och de påkostade entréerna mot vissa gator, medan andra var bakgator med bara enstaka oansenliga öppningar in mot husen. Kring Forum och området sydost därom präglades gatubilden av stora offentliga byggnader. Det fanns dock få skillnader mellan olika zoner eller stadsdelar vad gäller funktioner, byggnadernas storlek och invånarnas status. Intill ingångarna till de stora påkostade husen fanns lokaler för hantverk och kommers och små bostäder för de fattiga.
På vissa av gatorna finns djupa hjulspår och det är uppenbart att det fanns någon sorts reglering av vagnstrafiken för att förhindra kollisioner och blockeringar. Gatorna fungerade också i hög grad som avskrädesplatser och som dräneringskanaler som genom sin lutning förde bort både regnvatten och vattnet från de många stora stenkar där invånarna kunde hämta ständigt rinnande vatten.
Husen utefter gatorna hade oftast en mycket hög nedervåning som kunde vara upp till fem meter hög. Där ovanför fanns oftast övervåningar, men hur de var byggda är svårare att rekonstruera eftersom de ofta förstördes vid katastrofen. Husen hade få fönster mot gatan och de som fanns satt högt och tillät inte insyn. Dörröppningarna var framför allt av två typer: Öppningar mot verkstäder och butiker var ungefär kvadratiska och ungefär 3 meter höga. Ingångar till de privata bostadshusen var smalare och högre. Ofta hade fasaderna en nedre del upp till strax över ögonhöjd, som var enfärgat  målad eller dekorerad med någon typ av marmorimitation. På fasaderna utefter viktiga gator fanns målade texter, ofta uppmaningar att rösta på namngivna kandidater i valen. Där fanns också målade bilder som ibland anknöt till butikerna eller verkstäderna och ibland tillhörde små gatualtare.

## Bostadshus och interiörer

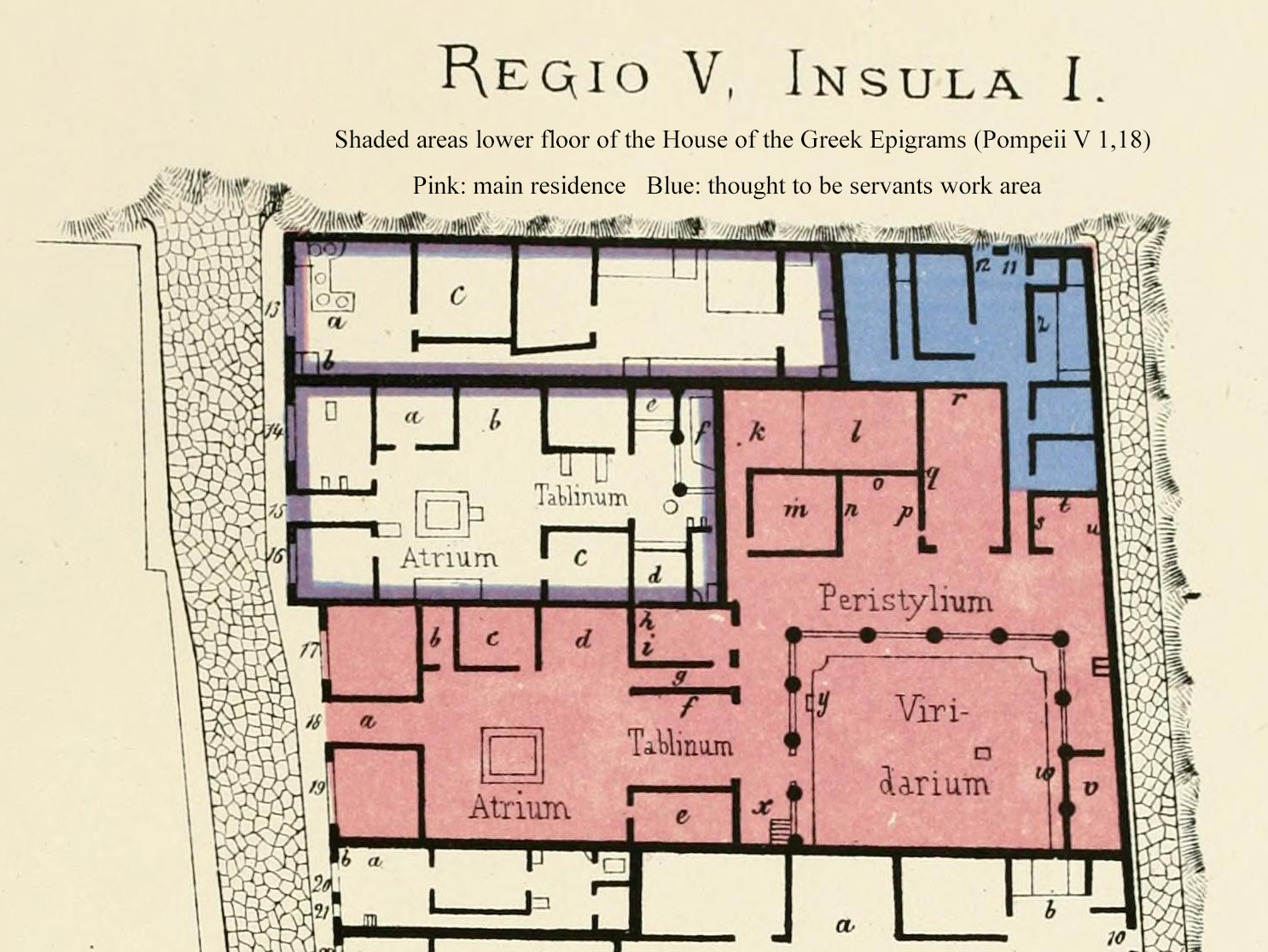
Plan över två atriumhus och omkringliggande lokaler i Pompeji (V 1,18)

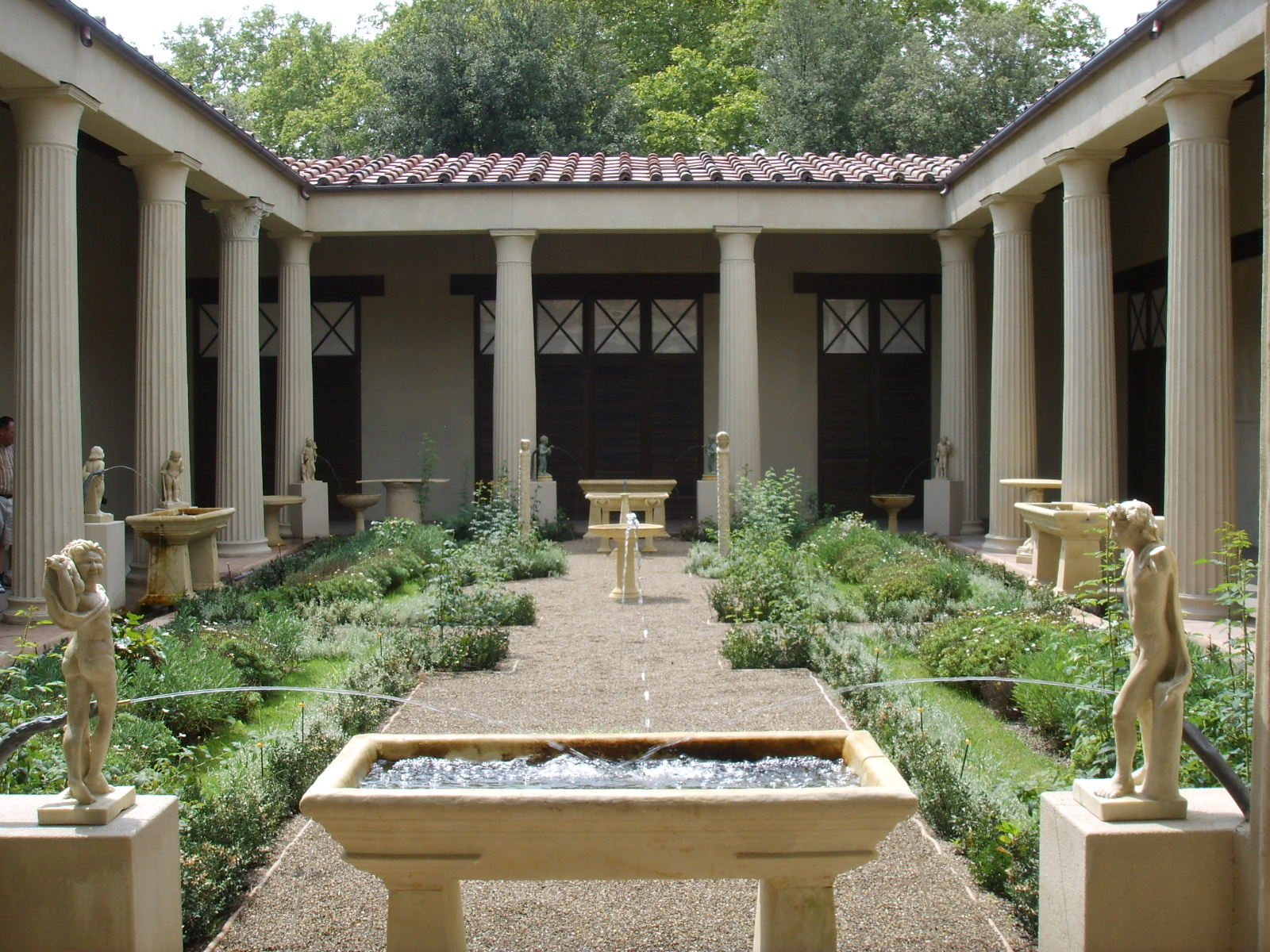
Rekonstruktion av trädgården i rikemanshuset Casa Dei Vettii (VI.15.1)

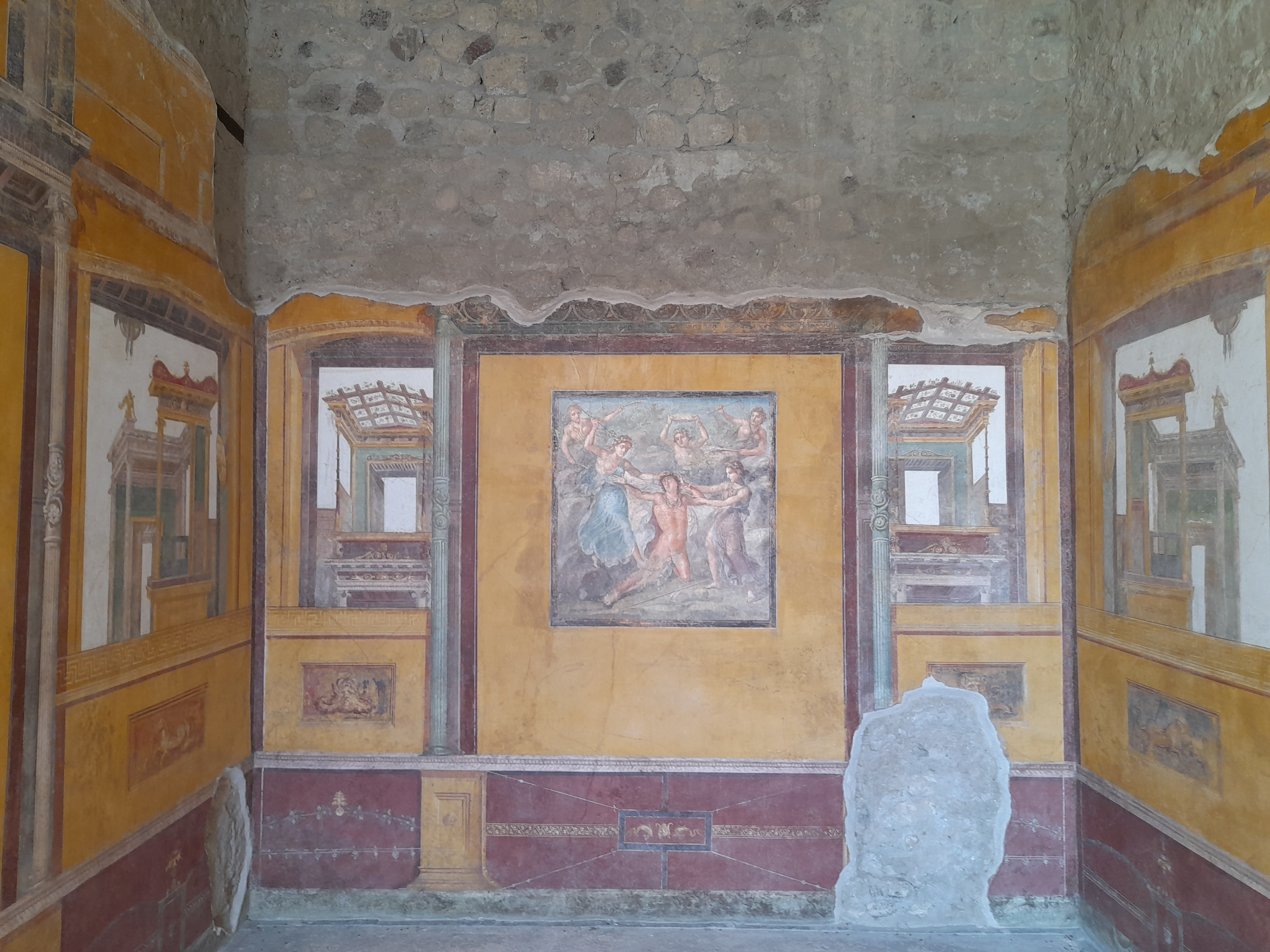
Målat rum i rikemanshuset Casa dei Vettii (VI.15.1)

Husen i Pompeji är av mycket varierande storlek och standard, men det finns ändå många gemensamma drag. Nästan hälften av byggnaderna var större eller mindre varianter av den hustyp som kallas atriumhus. Uppskattningsvis fanns det ungefär 500 sådana hus och dessutom 700–800 andra boendeenheter, som kunde vara sovloft i butiker, enkelrum mot gatan eller hyreslägenheter ovanpå atriumhusen eller baden. Det fanns också enstaka byggnadskomplex som helt bestod av hyreslägenheter, både enkla och exklusiva.
Det typiska atriumhuset nåddes via en smal gång, fauces, med port mot gatan. På båda sidor om fauces fanns butiks- eller verkstadslokaler, tabernae, som ibland kunde nås även inifrån huset. Fauces ledde till husets centrala rum, atriet, som hade en öppning i taket och en bassäng där regnvatten samlades. Kring atriet fanns mindre rum och längre bak i huset gärna en trädgård. I små hus var trädgården inte mycket mer än en ljusbrunn, medan de största husen hade stora trädgårdar som i extremfallet kunde uppta ett helt kvarter. Ovanpå rummen fanns ofta övervåningar som kunde nås inifrån eller från gatan, men om deras planlösning vet man inte mycket eftersom de rasade in vid katastrofen.
Liksom i de flesta förmoderna hushåll var merparten av de pompejanska hemmen multifunktionella. Huset var inte uppdelat för olika funktioner utan rummen kunde användas på många olika sätt. De enda tydligt funktionsbestämda rum man har hittat är de festmatsalar som fanns i de rikaste husen. Annars pågick alla livets verksamheter överallt i huset – man åt, sov, arbetade och umgicks utan att rummen var speciellt avsedda för detta.
Många hus saknade kök, och även i de större husen var köken för små för att kunna tillaga en större festmåltid. Det tyder på att maten ofta inte lagades hemma utan i vardagslag köptes vid stadens många gatukök och till fest lagades var som helst i huset eller beställdes från specialleverantörer. Ytterst få hus hade badrum, i stället använde man stadens offentliga badanläggningar. Privata latriner var däremot vanligare än kök, och där båda fanns låg de normalt direkt intill varandra, ofta utan fullständig avskärmning. För dem som saknade egen latrin fanns offentliga inrättningar med långa rader av sittplatser.
I både de mest påkostade och de enklare husen var rummens väggar dekorerade med målningar i många och starka färger. Där fanns mer eller mindre stiliserad arkitekturimitation och bilder som ofta men långt ifrån alltid hämtat sina motiv från den grekiska mytologin. I trädgårdarna målades grönska som skulle ge intrycket av större rymd, och på väggarna i de slutna husen målades utsikter mot vacker natur eller fjärran länder. Stilarna och motivvalen var ungefär desamma oavsett husets storlek och ägarens samhällsställning men kvaliteten och användningen av dyrbara pigment styrdes av ägarens ekonomi.

## Offentliga byggnader och platser

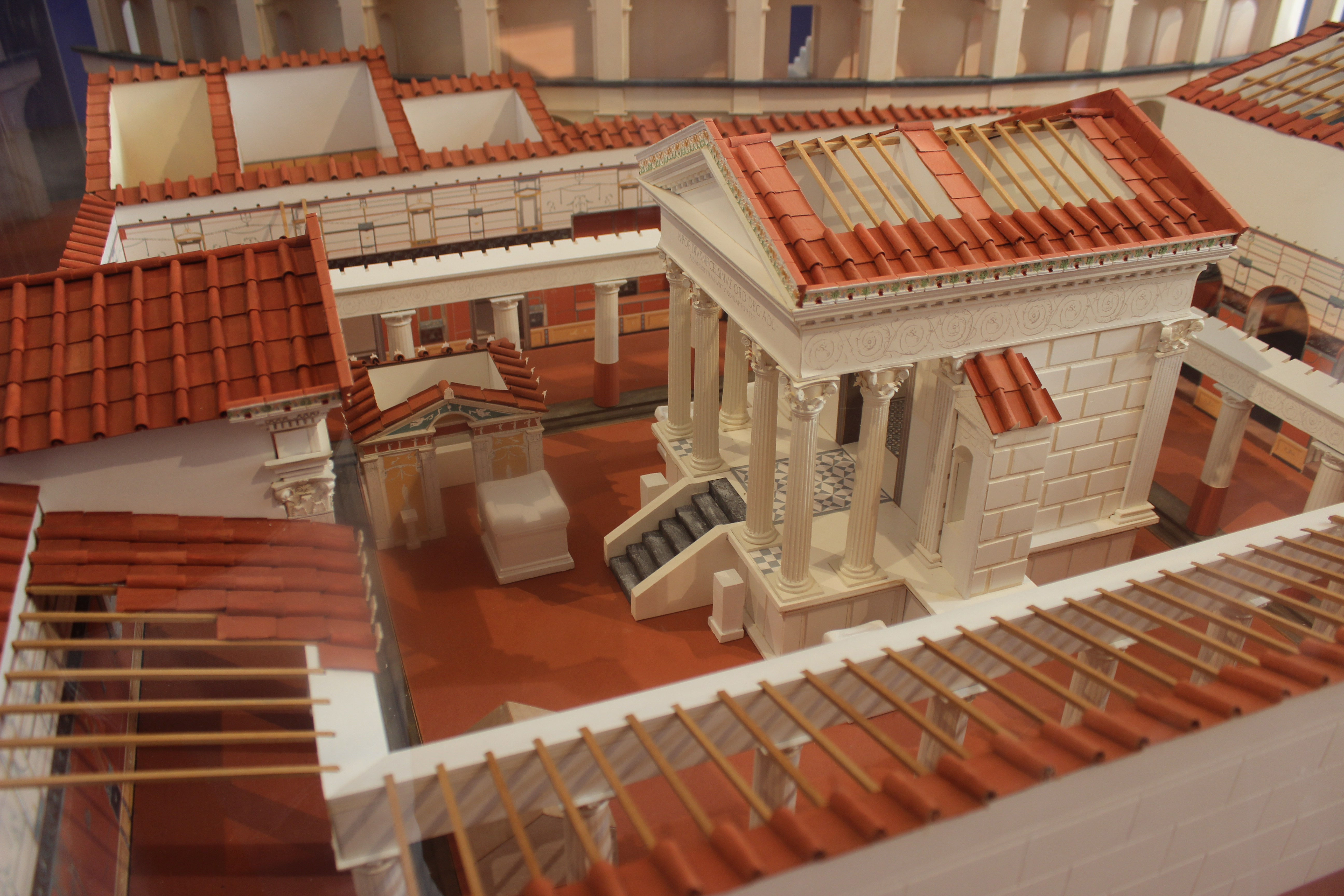
På arkeologiska museet i Neapel finns en modell av det lilla Isis-templet.

Centrum för stadens offentliga liv var Forum i stadens västra del. Innan det blev förstört var det stora öppna torget helt eller delvis belagt med vit sten och kantat av kolonnader och statyer av marmor. På Forum pågick torghandel och politiska manifestationer, och torget var också platsen för ekonomiska och juridiska uppgörelser. Kring torget fanns en rad offentliga byggnader, och även de var marmorklädda eller hade fasader av ljus ornamenterad puts. Platsen dominerades av det stora Jupitertemplet vid den norra kortsidan, en byggnad som antas ha byggts snart efter att Pompeji blev romerskt år 80 f.Kr. och som efterliknar arkitekturen i den romerska huvudstaden. Utefter Forums västsida finns andra ståtliga byggnader från den romerska tiden, bland annat Macellum som antas ha varit en exklusiv matmarknad. I söder fanns en stor samlingshall kallad basilikan, som kan ha fungerat som domstolsbyggnad. Den och andra byggnader vid Forums södra del byggdes redan innan Pompeji blev en fullvärdig del av det romerska riket.
De offentliga baden var mycket viktiga i stadens sociala liv. De gav möjlighet till hygien i en stad där få eller inga hus hade privata badrum. De erbjöd också plats för simning och bollspel men lika viktigt var deras funktion som plats för formella och informella möten. Baden var öppna för alla, och här möttes människor från olika samhällsklasser utan de markörer som ligger i kläder och smycken. Män och kvinnor hade dock olika avdelningar. Vid tiden för katastrofen hade Pompeji tre stora offentligt drivna badanläggningar, men en av dem ("Centralbaden") var under byggnad och hade kanske inte hunnit tas i bruk. Dessutom fanns det ett antal lyxigare privata bad för den som kunde betala.
Trots att många av Pompejis invånare kunde läsa och skriva har man inte hittat spår av några skolbyggnader. Undervisningen skedde i stället till stor del utomhus, på platser där läraren och hans elever kunde hitta utrymme och skugga och slippa alltför påträngande larm från andra. En sådan plats var antagligen den kolonnomgärdade stora plan som låg nära amfiteatern och som av arkeologerna kallas palaestra, trots att den inte hade den karaktär av idrottsplats som brukar förknippas med det ordet.
Liksom i andra romerska städer fanns i Pompeji en mängd större och mindre tempel, tillägnade olika gudar. Det stora templet vid Forum var.tillägnat Jupiter, Juno och Minerva, och nära Forum fanns också tempel till Pompejis skyddsgudinna Venus och till Apollon. Även gudomligheter utanför den traditionella romerska religionen hade sina tempel. Den viktigaste var den egyptiska gudinnan Isis. Tempelbyggnaderna var hem för gudastatyer och innehöll också gåvor till gudarna. Själva kulten, som innefattade offer av vin, rökelse och ibland djur, skedde på podiet utanför tempelrummet. Det hölls också processioner där gudabilder bars eller kördes omkring i staden, och religionsutövningen hade ofta en karaktär av fest, bekostad av mäktiga sponsorer. I gatuhörnen och i hemmen fanns altare till larerna, som var stadens egna, mindre bemärkta, gudomligheter.

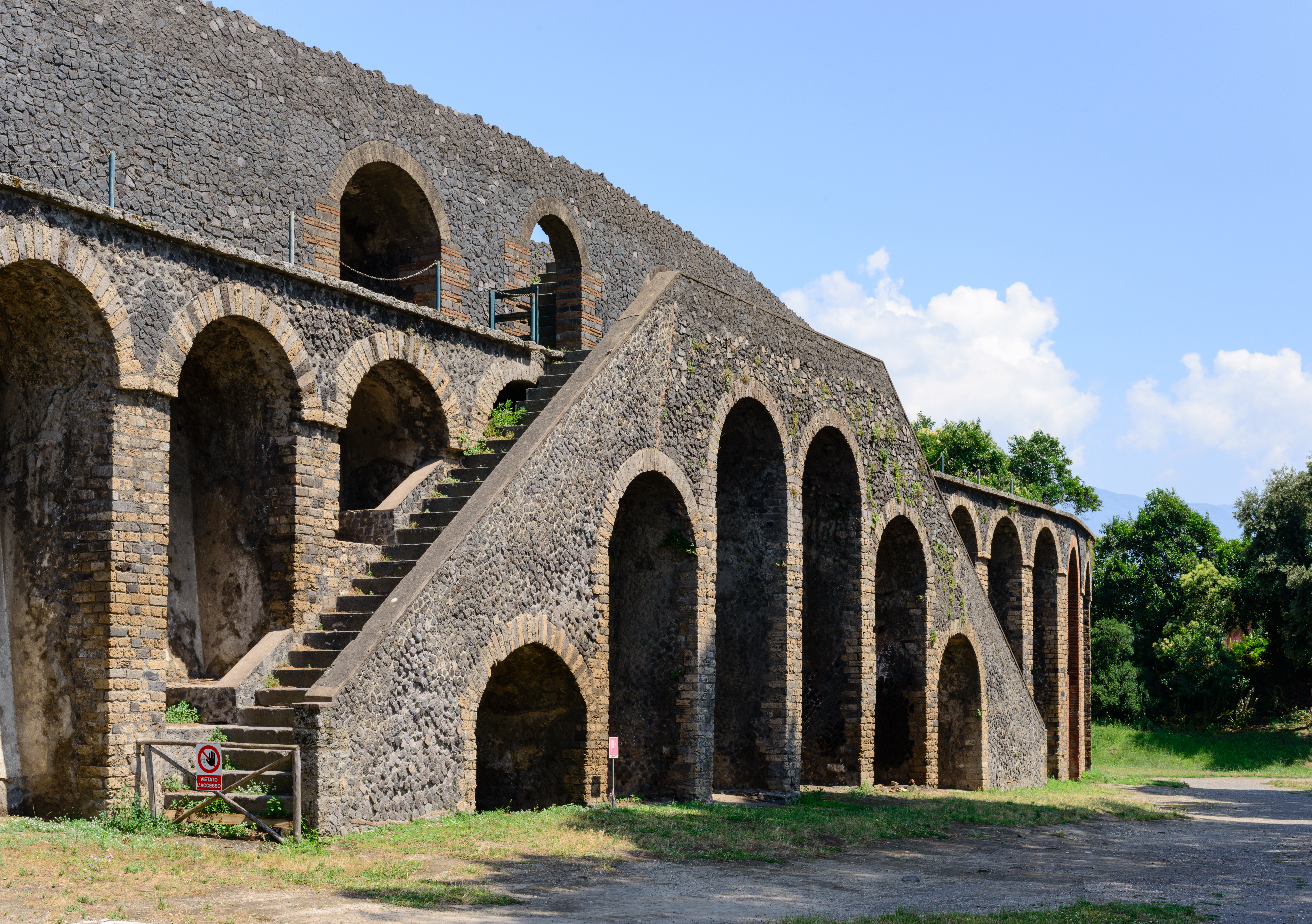
Amfiteatern i Pompeji är den äldsta kända i världen

Pompeji hade två teatrar som rymde 2 000 respektive 5 000 personer och dessutom en amfiteater med plats för 20 000 personer. Den stora teatern byggdes på 100-talet f.Kr, alltså innan Pompeji blev en fullvärdig del av romarriket, och byggdes sedan omkring tiden för vår tideräknings början. Den mindre teatern var täckt med tak och både den och amfiteatern byggdes efter år 80 f.Kr. då Pompeji blev romerskt. Pengarna till teaterbyggena kom från privata donatorer. Pompejis teatrar är äldre än sina motsvarigheter i huvudstaden Rom, och Pompejis amfiteater är den äldsta kända överhuvudtaget och 150 år äldre än Colosseum i Rom. Säkerligen drog spelen på gladiatorspelen och djurhetsningarna på amfiteatern en publik från ett större område än själva Pompeji, och både den intilliggande palaestran och de öppna ytorna kring amfiteatern var då fyllda av aktiviteter, matstånd och människor.

## Vatten och avlopp

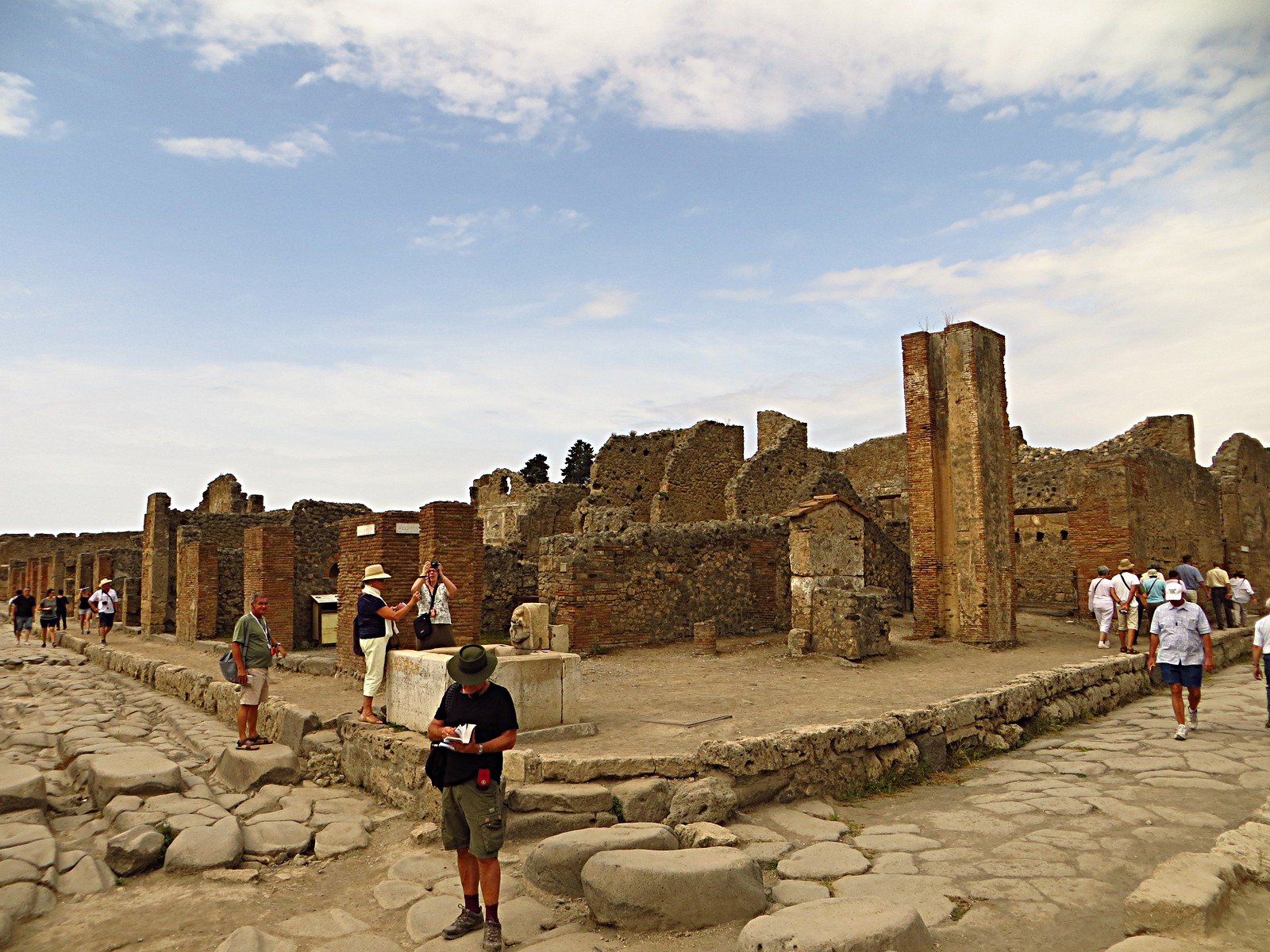
Ett litet torg med vattentorn, gatualtare och en av de fåtaliga springbrunnar som var byggda av ljus sten. På gatan syns övergångsstenar och hjulspår. Sydöstra hörnet av Regio VI Insula 14.

Pompeii fick sitt vatten via en akvedukt från bergen, en installation som brukar daterats till kring 20 f.Kr. men som enligt nyare forskning är ungefär 60 år äldre än så. Vattnet leddes till en reservoar precis innanför den högst belägna stadsporten. Därifrån fördelades det genom ett invecklat system till en mängd vattentorn på olika platser i staden. I den utgrävda staden har 14 sådana torn identifieras. De var kring sex meter höga och hade funktionen att utjämna ledningstrycket i den brant sluttande staden och att fördela vattnet till offentliga och privata vattenhämtningsställen och till baden.
De offentliga springbrunnarna var stora kar av svarta lavablock eller i enstaka fall marmor eller annan ljus sten. I den nu utgrävda staden fanns mer än 40 sådana brunnar, oftast placerade så att den del av karet stack ut i gatan. Nästan ingen i Pompeji bodde längre än 80 meter från en brunn, och de utgjorde informella mötesplatser för de invånare som hämtade sitt vatten där. De mer förmögna husen hade ofta egna vattenledningar från det offentliga systemet, och i atriumhusen kunde man dessutom samla regnvatten i tankar under atriet. Runt Forum fanns avlopp och tankar för spillvatten, men i större delen av staden var det gatorna som fungerade som avloppskanaler.

## Befolkning

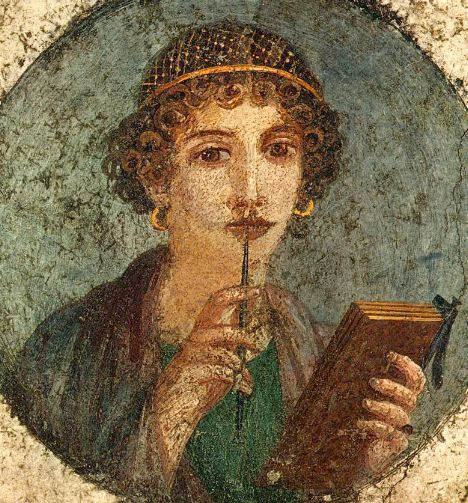
Porträtt av en kvinna med skrivdon och vaxtavla. Freskerna målades med kalkfärg på väggarnas våta kalkputs, och detaljer lades sedan till med andra färgtyper.

Antalet invånare vid tiden för vulkanutbrottet uppskattas till mellan 6 400 och 30 000. Endast de fria männen var medborgare, men även kvinnor kunde äga egendom och självständigt göra affärer och sluta avtal. En stor del av befolkningen var slavar, som hade mycket skiftande samhällsställning. Bland dem fanns grovarbetare och hushållsslavar men också betrodda och välutbildade medarbetare som själva kunde äga egendom. Slavar som blev frigivna av medborgare fick själva medborgarskap men för att få ställa upp i val till offentliga ämbeten måste man var född fri. Den som ville ha ett ämbete måste också ha en viss förmögenhet, måste ha uppnått en viss ålder och fick inte ha ett olämpligt yrke som till exempel skådespelare.

## Näringsliv

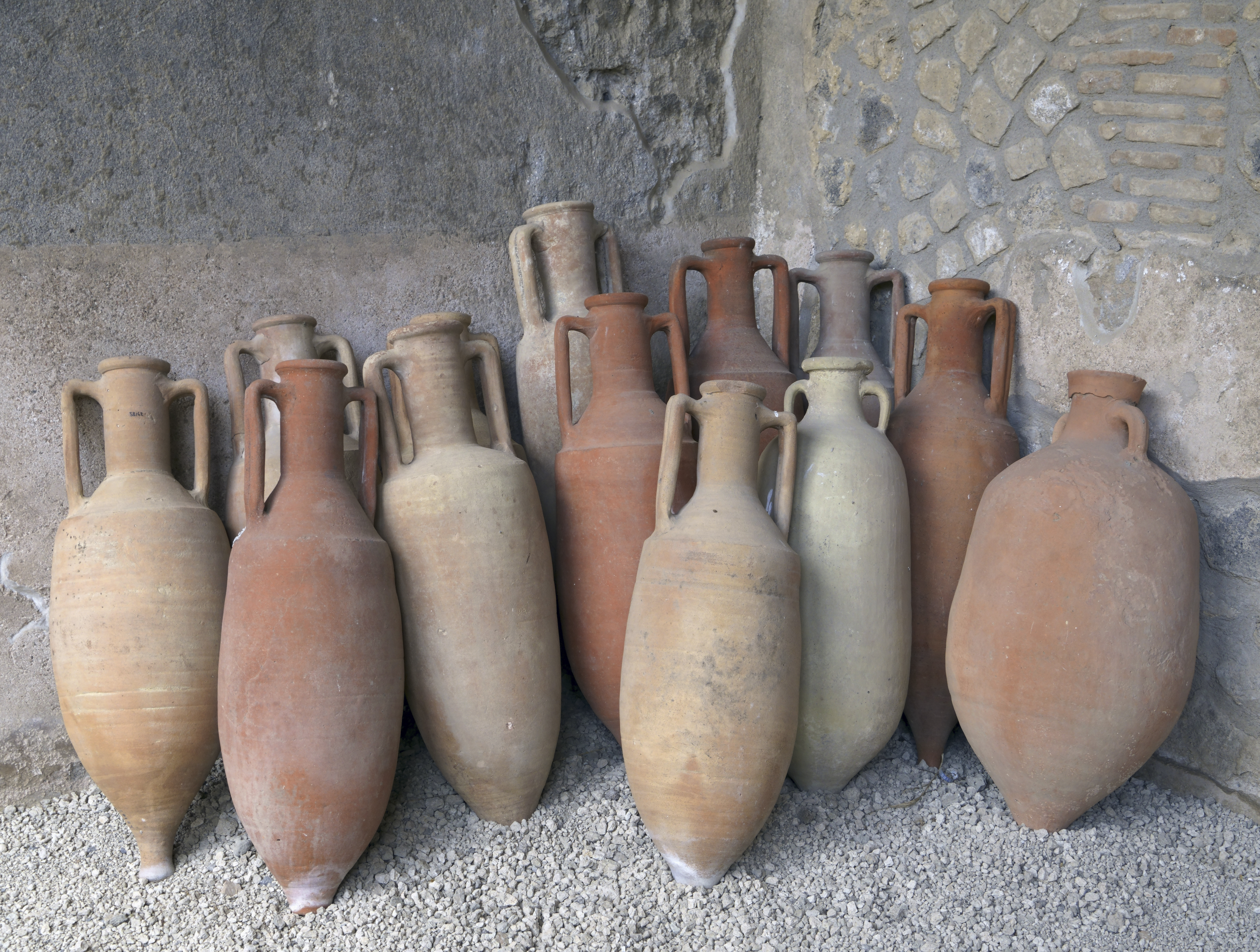
Amforor för förvaring av vin och andra vätskor.

Pompeji ligger i ett område med rik vulkanisk jord, och stadens aristokrati ägde lantegendomar i omgivningen och fick sina inkomster därifrån. Att de ägde marken betydde dock inte att de själva ägnade sig åt att odla eller bereda jordbruksprodukter. Det gjordes av arrendatorer eller av daglönare och slavar under ledning av en förvaltare. I jordbrukslandskapet fanns också betande får som gav mjölk och ull.  Även inne i själva staden odlades vindruvor och frukt. Jordbruket i och kring staden räckte till för att försörja alla dess invånare med spannmål, vin, olivolja och en mängd olika grönsaker och frukter. Produktionen räckte också till för export till andra delar av Italien och medelhavsområdet, och samtidigt importerades vin och matvaror från andra platser.
Inne i staden fanns mer än trettio bagerier, varav en del hade kvarnar där stora stenar vreds runt av åsnor eller hästar, eller kanske av slavar. Färdig mat serverades på en mängd matställen, både sådana med fint inredda matsalar och små gatukök utan sittplatser. Eftersom många bostäder saknade kök åt många människor sina dagliga måltider på sådana platser.
Staden hade en hamn för import och export och fungerade som handelscentrum för minst 30 000 människor, landsbygdsbefolkningen inkluderad. Där fanns mycket tillverkning och ett stort utbud av tjänster och hantverk. Valkerier för ullberedning och tvätt använde urin som en del av processen och låg trots lukten mitt inne bland övrig bebyggelse. Den enda smedja som återfunnits låg däremot utanför den norra stadsporten. Utanför stadsmurarna fanns också tillverkning av garum, en sorts fisksås. Den exporterades, och Plinius har skrivit att Pompeji var berömt för sin garum. Garumtillverkningen inbringade stora vinster till sina ägare, medan övrig tillverkning och annan affärsverksamhet oftast var relativt småskalig.

## Vad man kan och inte kan veta
Pompeji är en stad som genom en naturkatastrof slutade att fungera och utvecklas och i stället bevarades för eftervärlden. Detta är unikt och en källa till mycket information som annars skulle vara oåterkalleligen förlorad. Utgrävningarna har skapat mycket kunskap om livet i staden, men också en växande medvetenhet om att inte dra alltför långtgående slutsatser. Det som begravdes i Pompeji var inte det vardagliga livet utan en kaotisk situation. Tolkningen av det man hittar försvåras ytterligare genom att det hade skett en stor jordbävning år 62 och flera mindre sedan dess. Kanske var Pompeji år 79 någorlunda återställt efter den stora jordbävningen, men det kan också ha varit en stad där mycket fortfarande låg i ruiner. Kanske hade jordbävningen lett till en social omvandling där aristokratin flyttat ut från staden och deras påkostade hus omvandlats till kommersiella eller industriella inrättningar. Eller kanske handlade det om en mera gradvis omvandling som inte berodde på jordbävningen.
Det är svårt att dra säkra slutsatser av de lösa fynd man gjort vid utgrävningarna. Många människor flydde från staden i någorlunda ordnade former redan när marken började skaka en tid innan utbrottet, och de hann förmodligen få med sig mycket av sina ägodelar. Det kan förklara varför husen verkar så sparsamt möblerade. Saker som man plockat fram för att ta med men som inte fick plats på kärran kan ha lämnats på platser i huset där de inte alls brukade förvaras, vilket kan ha givit felaktiga ledtrådar om rummens användning. Andra människor flydde i panik när pimpstenen började falla och tog antagligen med sig bara det de kunde bära, och om de sedan dog eller tappade sin packning kunde sakerna hittas på platser där de inte alls hörde hemma. Föremål och pengar kan också ha flyttats och samlats av plundrare som sökte igenom de begravda husen efter dyrbarheter som de sedan inte lyckades få med sig ut. Statyer och fasadbeklädnad av marmor fördes bort snart efter katastrofen, vilket försvårar förståelsen av byggnader och stadsbild.
Att människor sökt skydd tillsammans under sin flykt behöver inte alls betyda att de var släkt eller hade någon annan relation. Fynden av döda kroppar har tidigare ofta övertolkats och ibland lett till spektakulära slutsatser om förbjudna relationer mellan människor ur olika samhällsklasser. Modern vetenskap har öppnat möjligheterna att få fram information om både släktskap, sjukdomar och kroppslängd.
Slutsatser om både byggnader och andra fynd kan vara svåra att dra på grund av misstag vid tidigare utgrävningar, och det kan också vara svårt att avgöra vad som är rekonstruktioner eller "förbättringar" gjorda i samband med utgrävningarna eller de allierades bombningar under andra världskriget. Till detta kommer allt som har grävts ut och forslats bort utan att dokumenteras. Exempelvis har putsen från gatufasaderna ofta ramlat ut i gatan och dumpats tillsammans med aska och pimpsten.

## 2000-talets utmaningar
Det arkeologiska utgrävningsområdet i Pompeji är en mycket stor turistattraktion. År 2016 gjordes totalt 3,2 miljoner besök, och under den största besöksmånaden augusti kom i genomsnitt över 13 200 besökare per dag. Det stora antalet människor som trampar på och vidrör de antika strukturerna utsätter området för mycket slitage, och den ansvariga myndigheten har infört begränsningar av antalet samtidiga besökare och försöker styra besökarna till vissa rutter i staden. Vissa delar är öppna endast för forskare eller andra besökare med specialtillstånd. Inom området finns en restaurang och ett antal toaletter men de räcker inte till och det är inte ovanligt att besökarna förorenar de antika husen och gränderna på olika sätt. Inom området finns också en mängd halvvilda hundar som tyr sig till turisterna och som naturligtvis lämnar ifrån sig föroreningar.
Väder och vind är ett ständigt hot mot byggnaderna som står utan tak och där väggarna i många fall har förlorat sina skyddande ytskikt. En del av dem grävdes ut för mer än 200 år sedan och har stått på detta sätt sedan dess. Målningar som lämnats kvar på plats i stället för att tas till museet i Neapel bleknar bort och vittrar sönder. På de fåtaliga fasader som har kvar ursprungliga putsskikt ramlar sjok av puts ned i gatan vid varje skyfall. Växter klättrar på fasaderna och spränger sönder marken med sina rötter. Som ett försök att hålla efter växtligheten har man år 2023 börjat ta hjälp av betande får.
Ett ytterligare hot har uppstått i gränsen mellan utgrävda och outgrävda områden. Den outgrävda marknivån ligger åtskilliga meter över den antika stadens gatunivå och skapar stor press mot de frilagda byggnaderna. Flera stora byggnader har förstörts genom jordskred, och även genom att marken i sluttande områden har underminerats av vatten vid regnoväder. I november 2011 inleddes ett projekt delvis finansierat av Unesco för att restaurera den regnskadade staden, men oavsett detta är det uppenbart att de pengar som avsätts för underhåll inte räcker till och stora delar av staden sakta håller på att förstöras.

## Svensk forskning om Pompeji
Sedan år 2000 pågår (2023) ett stort svenskt forskningsprojekt om Pompeji. Fokus för projektet är ett kvarter i den antika staden, Insula V 1. Det initierades från Svenska institutet i Rom och har sedan 2010 Lunds universitet som huvudman. Resultaten har bland annat publicerats i Rominstitutets tidskrift Opuscula. Annual of the Swedish Institutes at Athens and Rome. Projektet omfattar även antikreception och bidragen till konferensen Returns to Pompeii. Interior space and decoration documented and revived. 18th-20th century är publicerade i Rominstitutets skriftserie.
Marina Weilgunis doktorsavhandling från 2011 (Uppsala universitet) behandlar stadens gator och torg, deras sammanhang och användning. Thomas Staubs doktorsavhandling från 2013 (Stockholms universitet) fokuserar på ett av husen i Insula V 1, Casa del Torello di Bronzo, Bronstjurens hus. Richard Olssons licentiatavhandling från 2015 (Lunds universitet) behandlar Pompejis system för vattenförsörjning. Fanny Kärfves doktorsavhandling från 2022 (Lunds universitet) behandlar golvmosaikerna i de pompeijanska atriumhusens entréer.

## Pompeji i konst och litteratur

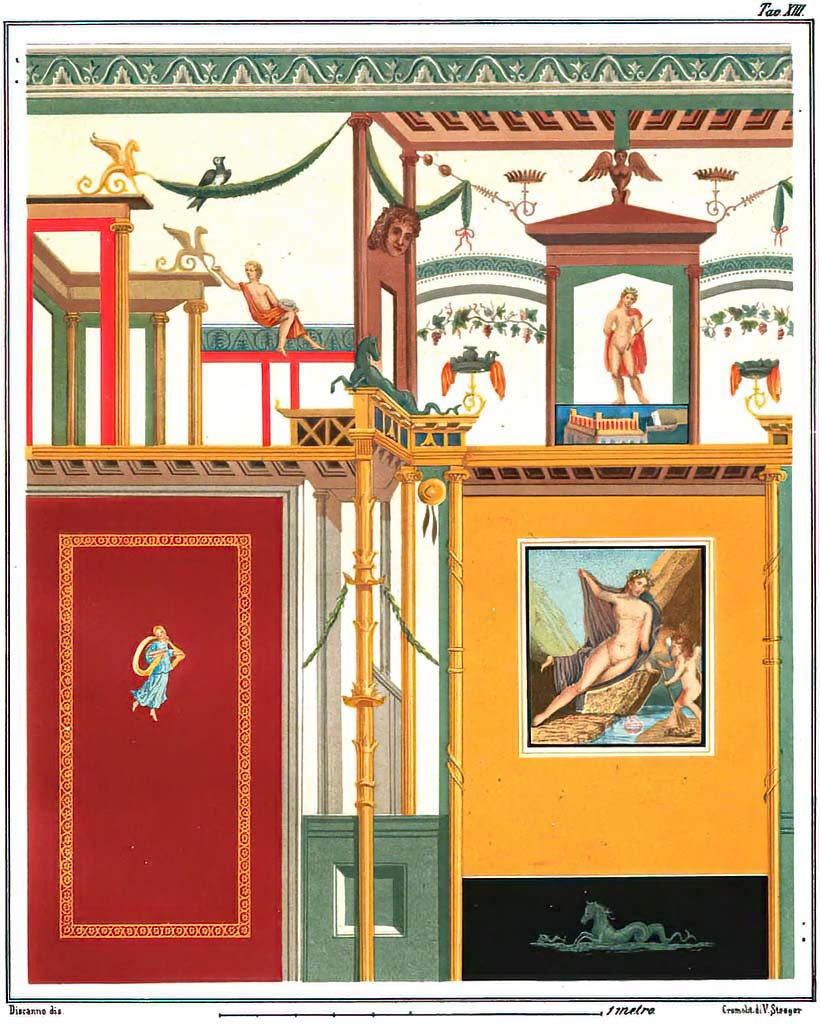
Vägg med Narcissus-motiv i Vestalernas hus (VI 1,7). Litografi 1877 av Vittorio Steeger efter en målning av Geremia Discanno.

Under 1700- och 1800-talen besöktes Pompeji av många konstnärer som avbildade staden och utgrävningarna. Det publicerades flera stora böcker med målade bilder av framför allt interiöra  väggmålningar. Många av dessa väggmålningar har sedan dess blivit förstörda av väder och vind, och de sentida konstnärernas avbildningar är det enda som återstår. 
Katastrofen i Pompeji har skildrats i en mängd litterära och konstnärliga verk. Romanen Pompejis sista dagar av Edward Bulwer-Lytton (1834) var en av 1800-talets mest sålda böcker och har legat till grund för flera operor, teaterpjäser och musikstycken och en rad filmer. Bland senare romaner om Pompeji kan nämnas Robert Harris bästsäljare från 2007. Maja Lundgrens roman Pompeji nominerades 2001 till det svenska Augustpriset och har vunnit flera internationella priser.

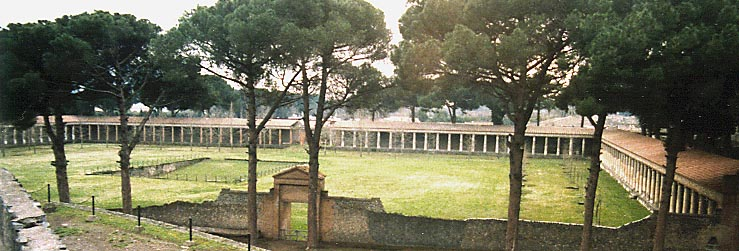
Pompejis palaestra sedd från toppen av stadions mur. Det nedsänkta området i mitten var fyllt med vatten och kan ha använts för simträning och sjöslag på låtsas. Till höger (delvis skymt av en trädstam) är en linje av förkolnade trädstubbar, rester av träd brända i vulkanutbrottet år 79. Mellan dem och kolonnaden är en rad unga träd planterade som ersättning.

## Galleri

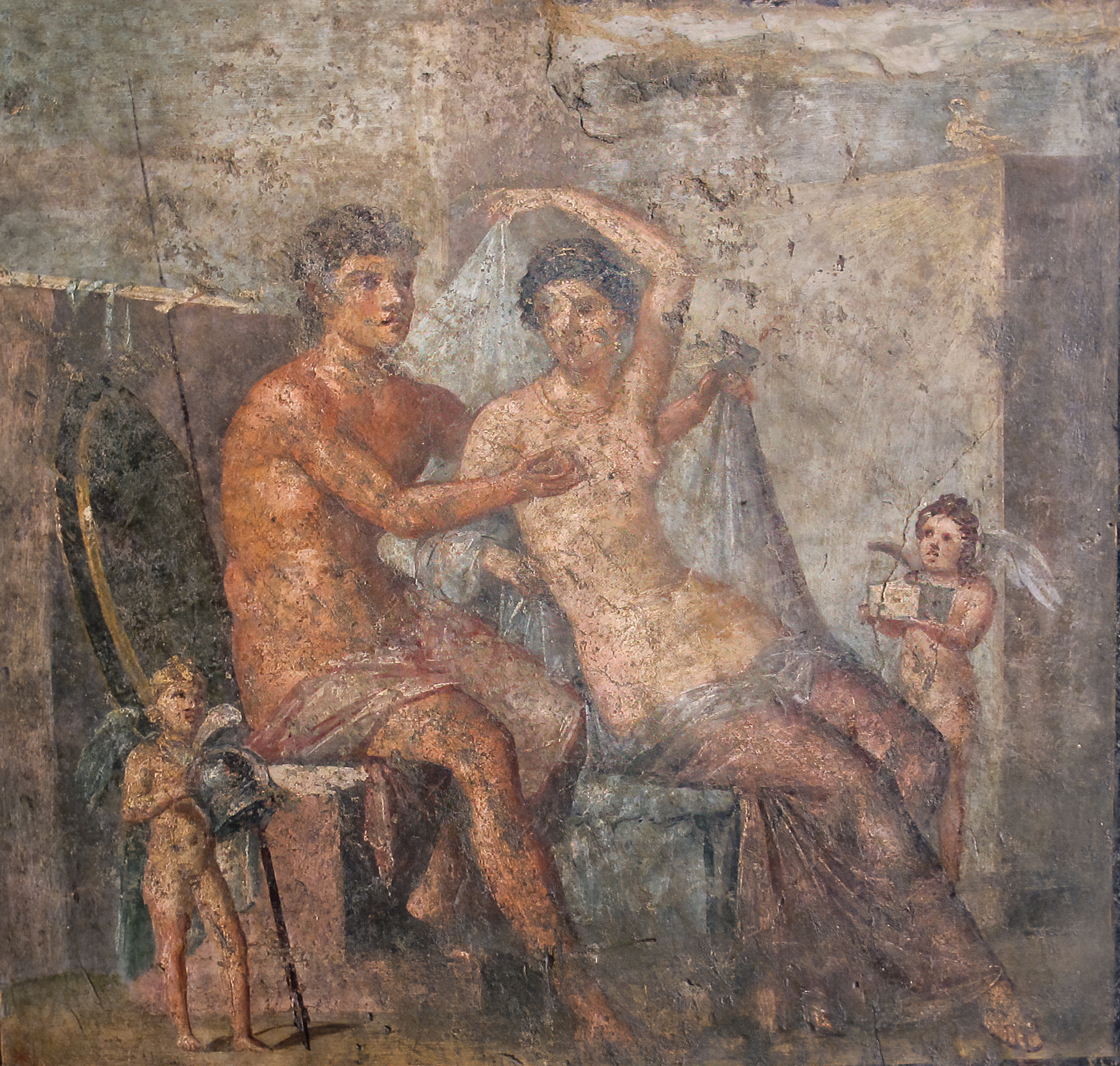
Mars och Afrodite (Venus), Casa di Meleagro, Pompeji
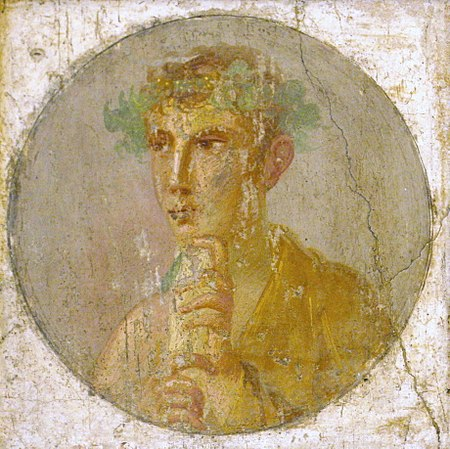
Porträtt av man med papyrusrulle
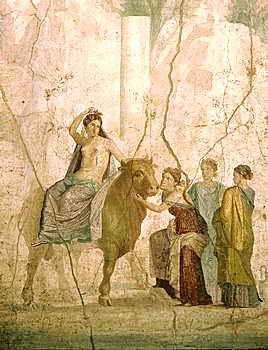
Europa och tjuren.
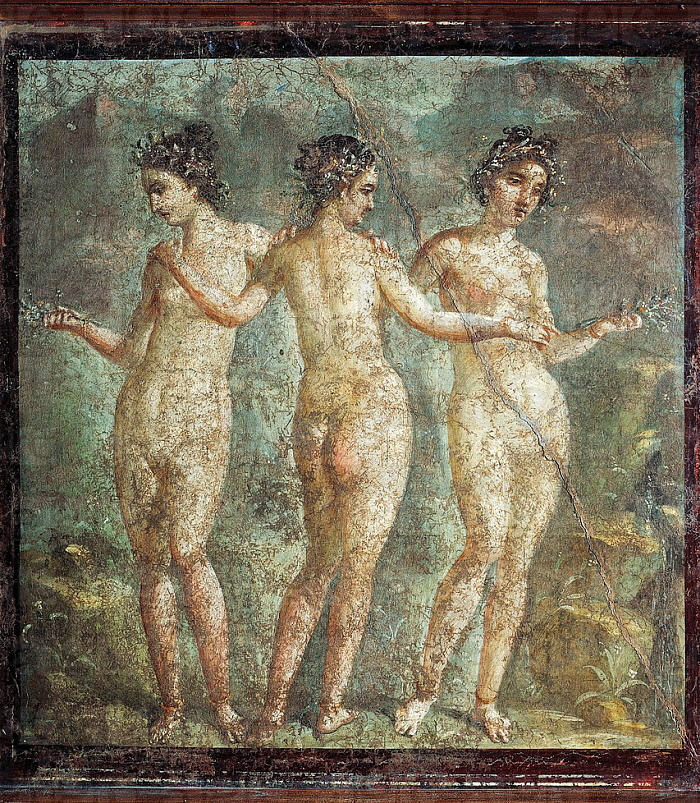
De tre gracerna .
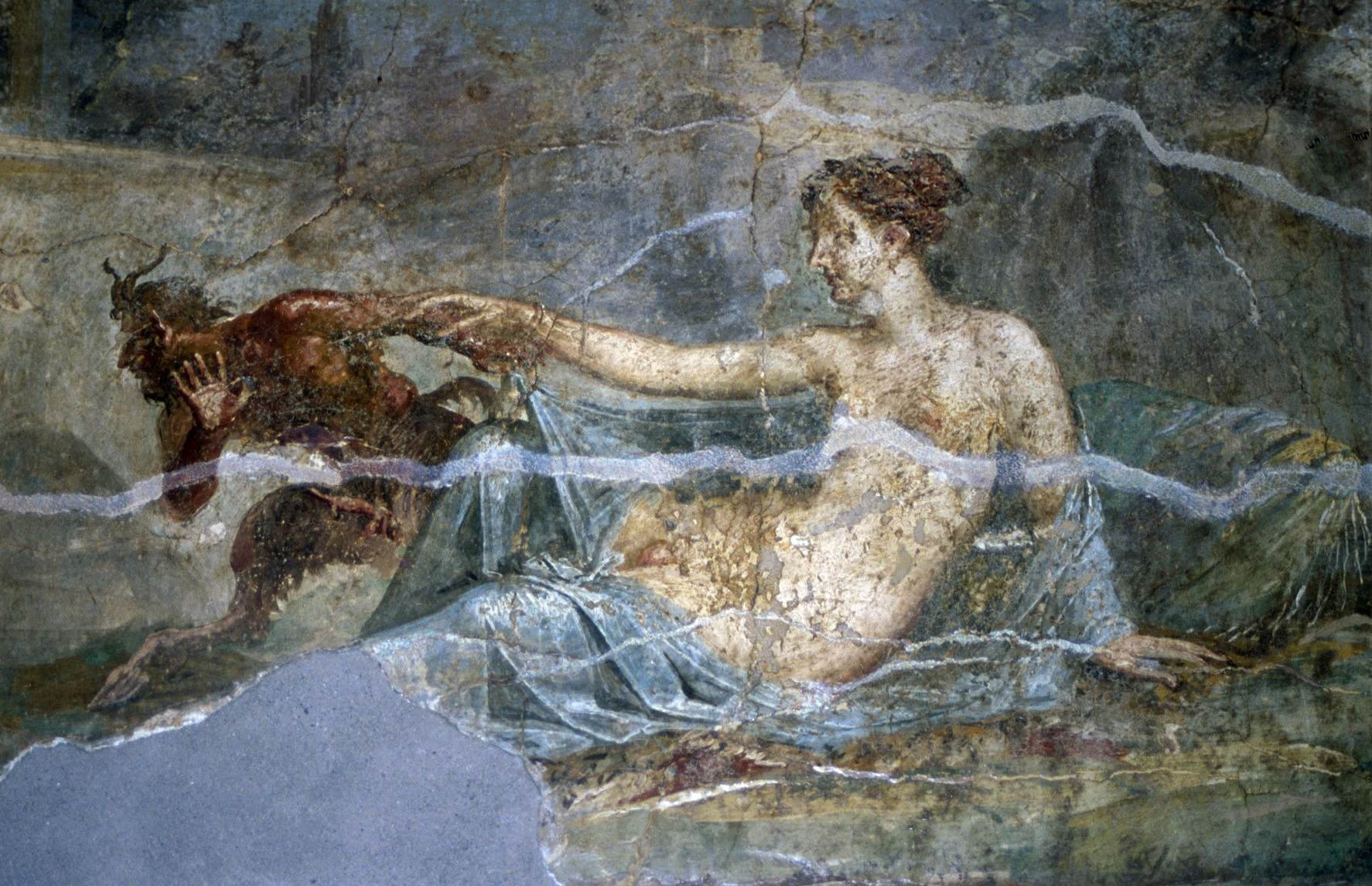
Pan och Hermafroditus, Casa di Dioscuri.